# Чельцов, Иван Васильевич
Ива́н Васи́льевич Чельцо́в (1828, Рязанская губерния — 1878, Санкт-Петербург) — историк церкви, заслуженный профессор Санкт-Петербургской духовной академии.

## Биография
Родился 28 августа (9 сентября) 1828 года в селе Сосновка Зарайского уезда Рязанской губернии. Отец — Василий Гаврилович Чельцов (?—1889), принадлежал к старинному священническому роду. Иван был вторым ребёнком в семье, в которой всего родилось 18 детей (из них 10 умерли в младенчестве), и старшим из шести братьев; брат — Михаил Васильевич Чельцов.
Учился в Рязанском духовном училище и рязанской семинарии. С 1848 года учился в Санкт-Петербургской духовной академии, по окончании которой 29 сентября 1851 года был назначен на должность бакалавра академии по кафедре общей церковной истории, а с 1 ноября ещё и помощником эконома. Экономом академии состоял с 12 апреля 1856 по 14 января 1859 года.
С 4 октября 1857 года был преподавателем древнего отдела церковной истории, а уже 6 февраля 1859 года «за примерное усердие и полезное прохождение наставнической должности» был возведён в звание экстраординарного профессора и в этом же году был командирован в Кирилло-Белозерский монастырь за рукописями и старопечатными книгами, которые он перевёз в академическую библиотеку. С 1859 по 1867 годы заведовал библиотекой рукописей, образовавшейся из переданных в академию старопечатных книг и рукописей Новгородско-Софийской и Кирилло-Белозерской библиотек.
С 10 января 1860 года (утвержден Св. Синодом 23 марта) «за отлично усердную службу, обширную разработку и основательное преподавание своего предмета» стал ординарным профессором академии по кафедре общей церковной истории. С 15 августа 1869 года он стал помощником ректора академии по церковно-историческому отделению и с этого же времени состоял членом Правления и Совета академии.
Защитил 27 сентября 1870 года диссертацию «Древние формы символов веры» и определением Св. Синода от 9 октября 1870 года был удостоен степени доктора богословия. В 1876 году, по выслуге 25 лет, он был избран советом духовной академии на новое пятилетие; а Св. синодом 24 ноября 1876 года он был утверждён в звании заслуженного ординарного профессора.
Начиная с 1871 года должность редактора «Христианского чтения» стала выборной и посредством тайного голосования на общем собрании преподавателей академии 27 сентября 1871 года им был избран И. В. Чельцов (его сменил в мае 1874 года А. И. Предтеченский).
Скончался внезапно 5 (17) марта 1878 года в возрасте 49 лет, от разрыва сердца. Был похоронен на Никольском кладбище Александро-Невской лавры, рядом со своей первой женой Натальей Дмитриевной и дочерью Анастасией.

### Собственные сочинения
- Внешнее положение Церкви в первые три века христианства // Христианское чтение. — 1859. — № 2. — С. 137, 211, 241, 321; 1860. — № 1. -С. 59, 327; № 2. — С. 441.
- Внешнее состояние Греческой Церкви с 1054 по 1204 г. // Христианское чтение. — 1857. — № 2. — С. 358.
- Древние формы символов веры Православной Церкви или так называемые апостольские символы. — СПб.: В Тип. Департамента уделов, 1869. — V, 207 с.
- Записки по церковной истории: О состоянии богопочтения в роде человеческом пред временем распространения христианства // Христианское чтение. — 1852. — № 1. — С.151.
- Исследование о павликианах // Христианское чтение. — 1870. — № 2. — С. 241—272.
- История Христианской Церкви. — СПб.: Тип. Деп. уделов, 1861. — Т. I. — VIII, 327 с.
- О павликианах: Речь, произнесенная в торжественном собрании С.-Петербургской Духовной Академии // Христианское чтение. — 1877. — № 1. — С. 494.
- Очерк истории Константинопольского патриархата с половины XI столетия до времени взятия Константинополя латинянами в 1204 г. // Христианское чтение. — 1857.
- По поводу сочинения И. Троицкого: Изложение веры Церкви Армянский. — СПб., 1875.
- Распространение христианской веры после времен апостольских в II и III веках // Христианское чтение. — 1853. — № 2. — С. 452.
- Распространение христианской веры св. Апостолами // Христианское чтение. — 1852. — № 2. — С.303.
- Речь по поводу рассуждений о нуждах единоверцев, сказанная в заседании С.-Петербургского отдела Общества любителей духовного просвещения // Христианское чтение, 1873. — № 2. — С. 1; № 5. — С. 1-22; № 6. — С. 259—313.
- Римско-католическая церковь во Франции // Христианское чтение. — 1861. — № 1. — С. 83-103.

### Составительство, редактирование, переводы
- Никиты Хониата история со времени царствования Иоанна Комнина (1186—1206) // Византийские историки, переведенные с греческого при С. Петербургской духовной академии. Т. 2. — СПб.: Тип. Деп. уделов, 1862. — XV, 540, [1] с., [3] л. табл..
- Иоанн Златоуст. Святого Отца нашего Иоанна, архиепископа Константинопольского Златоустого, письма к разным лицам / Пер. с греч. при С.-Петерб. Духов. Акад…. — СПб.: Тип. Деп. уделов, 1866. — 320 с.
- Собрание символов и вероизложений Православной Церкви от времен апостольских до наших дней / Сост. … — СПб., 1869.-240с.
- перевод послания апостола Варнавы с Тишендорфова издания Синайской библии и исследование о тексте и времени происхождения этого послания.

## Семья
В 1861 году познакомился с дочерью парижского протоиерея Вершинского, Натальей Дмитриевной (16.03.1839 — 22.11.1872), которая стала его женой. Их дети: Владимир (1862—?), Дмитрий (1864—?), Софья (1866—?), Анастасия (31.08.1868—05.12.1872), Екатерина (1872—?).
В 1875 году женился второй раз — на дочери протоиерея Смирягина, Александре Григорьевне.